# SRSS鬥牛犬762自動步槍
SRSS鬥牛犬762（英語：SRSS BullDog 762）是一款由退役的美國海軍陸戰隊中士理查德·卡布拉爾（Richard Cabral）所設計、美国槍械配件製造商短步槍槍托系統公司（Short Rifle Stock Systems, Inc.）所生產、使用M14自动步枪與其民用型春田M1A半自动步枪的擊發部件的犢牛式槍托底盤型轉換／改裝套件。使用前者改裝時為全自動戰鬥步槍型，而使用後者（或其他半自动高精度型）時則是半自动步枪或精確射手步槍型。發射7.62×51毫米北約口徑制式步槍子彈。
該套件是為了在不犧牲長槍管對後座力的操作性和避免縮短槍管造成射程下降的情況以下，提供一款較短小而且可擊發調變的7.62口徑步槍用於近身距離作戰。另外，該套件的性質與一款儒格Mini-14的犢牛式槍托改裝套件相似。

## 歷史
從1966年至2006年間，理查德先後加入美國海軍陸戰隊、美國陸軍和民間承包商。其中在1966年至1972年，獲得了M14戰鬥步槍專家的資格；1991年至2001年，在阿肯色州小石城的羅賓遜營使用M14與M21狙擊手武器系統參與首屆職業狙擊手國家比賽，並曾擔任槍法教練；以及2006年，在伊拉克柯庫什當中發現伊拉克部隊的各狙擊手和精確射手仍然使用M14於實戰中。理查德從海軍陸戰隊和陸軍的從軍經驗中了解到，M16／M4與M14兩方面的優點和缺點。前者即使不提它倆在灰塵環境以下的可靠性差劣，在伊拉克55格令的.223／5.56毫米北約口徑彈藥的制止力或貫穿力無法與168粒.308／7.62毫米北約口徑彈藥匹敵；而M14則是其44英寸（1,117.6毫米）總長度在城鎮環境以及車輛內外都受到重大障礙。
2006年，從伊拉克回國以後，理查德開始著手設計一款可將M14縮短的槍托設計，以便裝現代光学瞄准镜、雷射瞄準器和戰術燈。身為一名真正的步槍手，他認為單純地將槍管縮短是不可接受的妥協。他研究了從1902年由J.B.霍尼戈夫設計的原始型栓動式卡賓槍開始現身的犢牛式設計，並且借鑒了以色列原型M14犢牛式衍生型的經驗。理查德以6年的時間研發出短步槍槍托系統。他與其特種部隊聯繫人合作，向前線的隊員發送該槍托以進行現實世界的測試。在戰鬥當中使用它的射手們給予了理查德豐富的反饋，讓他在設計上進行逐步的改進。
SRSS經歷了三次修正版本，最新的版本稱為第四代SRSS（4rd generation SRSS）。

## 設計
SRSS鬥牛犬762嚴格而言並非衍生自M14自動步槍的犢牛式步槍整體，而是將M14轉變為犢牛式佈局的槍托底盤型轉換／改裝套件。SRSS藉由其底盤，將M14的機匣置於後托，而槍管與活塞式導氣管則是手槍握把與前護木以內，從而在相同的槍管長度、有效射程和彈道特性以下縮短槍械整體長度。
SRSS有黑色、橄榄绿（軍綠色）、棕褐色和鋁色四種顏色可選。該槍托配備了符合人體工學、裝在左側的追加型拉機柄以及位於右側、改進自原型M14設於機匣一側的圓柱形旋鈕式拉機柄，使得左右兩側都可拉動槍機。手槍握把與部分同樣以聚合物製成，可與M16用的握把（例如A2型）可互換。後托頂部可兼作托腮板，尾部則裝上橡膠製緩衝墊以減少射手可感受到的後座力。
同時亦在上護木的頂部、下護木的左右兩側與底部各裝上一條、共四條MIL-STD-1913戰術導軌。頂部導軌用以裝上從機械瞄具到日間／夜間光学瞄準／狙擊鏡和／或夜視鏡等光學、電子瞄準具；而兩側與底部導軌則是裝上戰術燈、雷射瞄準器與前握把、兩腳架的位置。
由於改裝為犢牛式以後，扳機轉移到彈匣前方，因此SRSS裝有一款在設計上花費不少心思的「S」型扳機連杆。這扳機連杆收藏於槍托以內，並且由後方原型的扳機聯動。得使得扣力增加不超過3％，以免扳機因而變得過重，整體感覺與原型的兩段式扳機相近。手動保險位於手槍握把的上方右側，可以藉由右手的拇指操作上鎖與解脫。
2012年開始，新推出的第四代SRSS以軍用規格的陽極氧化T6方坯铝所製成。上護木有所枱高以便瞄準，同時製有長型散熱孔以便槍管散熱；下護木兩側導軌可後移一個孔以讓位給導氣箍。弧型扳機與護環亦有所改進，無需改動任一方面都可直接穿戴手套射擊。手動保險改進為撥桿式並且可兩邊操作。彈匣釋放撥桿與空槍掛機解脫按鈕亦有所改進，同時改為Thermold生產的彈匣。後托除改進弧度，還塗有皺紋紋理以減少轉移到臉部的冷熱轉移。據說還有可讓左利手射手使用的BullFrog 762配件包。
結果是，一枝鬥牛犬762步槍比裝設於普通槍托中的M14縮短了1英尺 (30.48公分)、比M16A4還要短，接近M4卡賓槍的長度。槍托的設計還使得武器的大部分質量更貼近射手本身，從而在近身作戰環境當中實現更大的槓桿作用；並且使得槍栓的中心與射手的肩部保持一致，從而實現更良好的可控性。
SRSS曾推出了分別採用合成材料的SRSS-1421SM與铝材製成的SRSS-1421BA兩款SRSS槍托組件，而後者比前者重1.5磅及報價高昂約300美元，現已隨第四代SRSS而下架。用戶既可在購買槍托以後、無需槍匠協助而自行改裝其M14，亦可從該公司購入整枝步槍。該公司還生產了三款配件，分別是：中型22英寸槍管、超級比賽／重型槍管，以及雙手靈巧的拉機柄。

## 衍生型

### SOCOM 16
以春田公司M1A SOCOM 16型裝上SRSS的版本。亦裝上了與SOCOM 16型相同的槍口制退器和導氣系統。

### 偵察班型
以春田公司M1A偵察班型裝上SRSS的版本，又稱叢林型（Bush）和坦克手型（Tanker；名字取自「坦克手加蘭德」）。

### 沙色狙擊型
以M21（實為春田公司以其名義銷售的M1A國家比賽型）裝上SRSS的版本。配備LRB機匣與槍栓、22英寸的超級比賽重型克里格不鏽鋼槍管（不包括制退器）。槍托需要具有國家比賽型鋼製底架與原型無槽式頂部導軌，以收納槍管的反諧波阻尼系統。

## 流行文化

### 电子游戏
- 2013年—：资料片「龍之獠牙」（Dragon's Teeth）武器之一。只在聯機模式中登場。型號為第四代SRSS鬥牛犬762，命名為「Bulldog」，發射7.62×51毫米NATO子彈，被歸類為突击步枪，載彈量20+1發，初始攜彈量為84發，最高攜彈量為147發。多人聯機模式時為「突擊兵」（Assault）的解鎖武器包武器之一，於完成小任務「獅子、老虎與熊」（選用突擊兵以後，在徒步時擊殺敵方同為徒步的工程兵、支援兵與偵察兵各10人）時解鎖，預設使用金屬瞄準器，並可以使用反射式、雷射瞄準器、舒適握把、防火帽、ACOG（放大4倍）、斜視金屬瞄準器、直角握把、重型槍管、M145（放大3.4倍）、手電筒、手電筒、腳架、制動器、全像、放大鏡（放大2倍）、寛型握把、消音器以及七件戰鬥包附件（FLIR（紅外線放大2倍）、稜鏡（放大3.4倍）、JGM-4（放大4倍）、土狼、折疊握把、馬鈴薯握把、綠點雷射瞄準器、LS06消音器、PBS-4消音器、PBS-4消音器、雷射／燈光組合、R2消音器、戰術燈、三光束雷射、HD-33、消焰器、直立握把、紅外線夜視鏡（紅外線放大1倍）、眼鏡蛇、PKA-S、PK-A（放大3.4倍）、PSO-1（放大4倍）當中之七）的附件。

## 資料來源
1. ↑  M14 VS M1 Garand
2. ↑  . 短步槍槍托系統公司.   [2019年1月5日]. （原始内容存档于2018年12月30日）.
3. ↑  . Defense Review.com.   [2019年1月5日]. （原始内容存档于2019年1月11日）.
4. ↑  . Defense Review.com.   [2019年1月5日]. （原始内容存档于2019年1月11日）.
5. ↑  . 短步槍槍托系統公司.   [2019年1月5日]. （原始内容存档于2019年1月11日）.
6. ↑  . 短步槍槍托系統公司.   [2019年1月5日]. （原始内容存档于2019年1月1日）.
7. ↑  . 短步槍槍托系統公司.   [2019年1月5日]. （原始内容存档于2019年4月14日）.
8. ↑  . 短步槍槍托系統公司.   [2019年1月5日]. （原始内容存档于2019年4月14日）.

## 外部連接
- （英文）—ShortRifles - Home（页面存档备份，存于）
- （英文）—Tactical-Life.com—SRSS' Bulldog 762（页面存档备份，存于）
- （英文）—Defense Review.com—
  - SRSS BullDog762 Bullpup M14/M1A Battle Rifle Range Session（页面存档备份，存于）
  - SRSS BullDog762 Bullpup M14/M1A 7.62mm Battle Rifle Goes to Combat: SpecOps Tests BullDog’s Bite（页面存档备份，存于）
  - GEN 3 SRSS BullDog 762 BullPup M14/M1A 7.62mm NATO Rifle/Carbine Chassis/Stock System for Urban Tactical Operations, including Vehicle Ops（页面存档备份，存于）
  - Short Rifle Stock System SRSS BullDog 762 Gen-4  16″ Bullpup M14/M1A Battle Rifle/Carbine with GRSC CRS-16 M4-62 Tactical Scope for 21st-Century Military Special Operations Forces Assaulters/Operators and Civilian Tactical Shooters（页面存档备份，存于）
- （简体中文）—D Boy Gun World（槍炮世界）—M14型步枪—无托结构的M14（页面存档备份，存于）